# Calciopoli
Calciopoli es el nombre que se dio a un escándalo deportivo de influencia arbitral basada en interceptaciones telefónicas que ocurrió en el campeonato italiano Serie A durante la temporada 2004-2005. Se investigó al final de la temporada siguiente y las sanciones afectaron directamente a la Juventus, al A. C. Milan, a la Fiorentina, a la Lazio y al Reggina.
Los equipos antes indicados fueron acusados de conspirar para generar ventajas en los resultados de los partidos de fútbol de la Serie A mediante la designación de árbitros "favorecedores" para arreglar partidos clave del campeonato de liga a cambio de influir en los resultados en beneficio de algún equipo y otros. 
Las investigaciones judiciales concluyeron que varias personas del ámbito del fútbol estaban enteradas del fraude deportivo y "beneficiadas" por él, tanto árbitros como directivos de clubes y de la propia FIGC (Federazione Italiana di Giuoco di Calcio, o Federación Italiana de Fútbol), aunque los directivos más severamente sancionados trabajaron en Juventus: Luciano Moggi (director general) y Antonio Giraudo (administrador delegado).

## El inicio
El escándalo primero salió a la luz como consecuencia de las investigaciones de los fiscales de la agencia de fútbol italiana. Las transcripciones de conversaciones telefónicas grabadas publicadas en periódicos italianos sugieren que, durante la temporada 2004-05, los directores generales de la Juventus (Luciano Moggi y Antonio Giraudo) tuvieron conversaciones con varios oficiales del fútbol italiano para influir en los nombramientos de los árbitros.
Entonces se levanta una denuncia y, después de unas investigaciones, se llega a la conclusión de que los principales culpables de este escándalo son Luciano Moggi y Antonio Giraudo (ambos directivos de la Juventus)
Hecha la denuncia a nivel policial y de fiscalía, esta pasó a tramitarse por un juez penal de la ciudad de Turín y logró que, además, se registraran por orden judicial las llamadas telefónicas de los dirigentes denunciados. Entre las llamadas interceptadas había una de Luciano Moggi, dirigente de Juventus, en la que este último pedía expresamente al jefe de arbitraje de la FIGC, Pierluigi Pairetto, que los beneficiara en el nombramiento de árbitros que "hacían favores" para la Juventus. Pairetto llegó incluso a recibir "sugerencias" de Moggi sobre los nombres de algunos árbitros "simpatizantes" que apoyaran discretamente a la Juventus en partidos clave del campeonato, eludiendo tal ayuda ante rivales de menor fuerza para no levantar sospechas.

## Se extiende el escándalo
Posteriormente, la fiscalía italiana ordenó una investigación a otros clubes implicados en el escándalo, al observar que Pierluigi Pairetto estaba en contacto con directivos de varios clubes, con el fin de facilitarles "arbitrajes simpatizantes": los clubes beneficiados con las "influencias" de Pairetto eran la Juventus, el AC Milan; la Fiorentina y la Lazio. Incluso se hizo una investigación a los árbitros implicados y uno de ellos resultó ser Massimo De Santis, designado para arbitrar en la Copa Mundial de Fútbol de 2006. 
Inicialmente las autoridades judiciales de la ciudad de Turín recibieron el caso de los fiscales italianos en lo criminal y desestimaron su investigación, pero el caso se filtró a la prensa y obtuvo eco en diarios importantes de Italia como Il Corriere della Sera, La Repubblica, Tuttosport y la Gazzetta dello Sport. El impacto mediático fue tan grande que obligó a los tribunales deportivos italianos a reabrir el caso y asumir competencia sobre el mismo. La FIGC (Federazione Italiana de Giuoco di Calcio) determinó culpabilidades en primera instancia.
Una vez realizada toda la investigación, la FIGC debió pronunciarse teniendo en cuenta las pruebas acumuladas por jueces y fiscales y, al determinarse que también hubo responsabilidad de los árbitros, los tribunales de la FIGC dieron el siguiente veredicto el 4 de julio del 2006:
- La Juventus es despojada de sus dos últimos scudettos (2004-2005 y 2005-2006) y su descenso a la Serie B con 30 puntos de penalización, más una multa de 120.000 euros.
- El AC Milan pierde 15 puntos y disputa la Champions League 2006-07 no en su fase de grupos directamente, sino en la fase previa (aun así, el equipo rossonero se clasificó y terminó ganando el torneo), más una multa de 100.000 euros.
- La Fiorentina desciende a la Serie B, se le descuentan 12 puntos y es multada con 100.000 euros.
- La Lazio pierde 30 puntos y es multada con 100.000 euros.

Respecto a los scudettos logrados por la Juventus los años 2004-2005 y 2005-2006, la secretaria de la Federación Italiana se pronunció el 26 de julio decidiendo que el título de la campaña 2004-2005 quedara desierto y que el de la temporada 2005-2006 se lo adjudicara el Inter de Milán, que no tuvo participación alguna en el escándalo, y la Roma obtuviera la segunda plaza; asimismo, se decidió que el Palermo y el Chievo Verona jugasen la ronda previa de la Champions League de la temporada 2006-2007. 
Todos los clubes implicados apelaron las sentencias ante el Comité Olímpico Italiano, de tal manera que la condena definitiva en segundo grado se dio a conocer el 27 de octubre de 2006:
- El AC Milan pierde 30 puntos y pudo disputar la ronda preliminar de la Liga de Campeones (que acabó ganando).
- La Lazio pierde 30 puntos.
- La Reggina es multada con 68000 euros.
- La Fiorentina pierde 30 puntos por el escándalo de la temporada 2005/06, sin derecho a participar en competición europea alguna.
- La Juventus relegada al último lugar de la tabla en la temporada 2005/06 y pierde los scudetti (campeonatos) de 2004-2005 y 2005-2006; se ordena conjuntamente su descenso a la Serie B y la pérdida de 9 puntos en esta categoría (inicialmente fueron 30 puntos de penalización, reducidos pocos días después a 17 y, por último, a 9 mientras el campeonato de la Serie B 2006/2007 estaba en curso).

## Consecuencias en el torneo italiano
Las sentencias se hicieron efectivas una vez finalizada la temporada 2005-2006 de la Serie A. La Juventus intentó desestimar las sanciones impuestas por la FIGC y el Comité Olímpico recurriendo a las instancias judiciales de Italia, pero esta alternativa fue abandonada en tanto la UEFA, en concordancia con la FIFA, había advertido que los clubes de fútbol no podían apelar los castigos impuestos por las autoridades futbolísticas ante las autoridades judiciales de su país, bajo pena de desafiliar a su federación de fútbol local. De hecho, se recordó que la FIFA había desafiliado a la Federación Helénica de Fútbol por breve plazo en 2005 cuando las autoridades políticas trataron de invadir las competencias de la federación.
Las sanciones perjudicaron sobremanera a la Juventus, que ahora debía concentrarse en la mucho menos competitiva Serie B y que perdía su atractivo como destino para los jugadores más talentosos. Al inicio de la temporada 2006-2007 el club perdió a varias de sus estrellas más destacadas como Zlatan Ibrahimović, Fabio Cannavaro, Gianluca Zambrotta y Lilian Thuram, entre otros, quienes migraron en busca de equipos con opciones a jugar torneos más competitivos. 
No obstante, en la escuadra de Juventus quedaron otras estrellas más veteranas como Gianluigi Buffon, David Trezeguet, Alessandro Del Piero, Mauro Camoranesi y el checo Pavel Nedvěd, que formaron el nuevo equipo junto con una gran cantidad de juveniles; pese a esta situación adversa, Juventus logró liderar la Serie B en junio de 2007 y volver directamente a la Serie A. 
Otros perjudicados fueron el Milan, que empezó el torneo 2006-2007 con 8 puntos menos y acabó cuarto en la competición. Más perjudicada fue la Fiorentina que empezó el torneo 2006-2007 con quince puntos menos y quedó sexto, sin poder acceder a un cupo en la Champions League.

## Sanciones individuales
Con respecto a los árbitros y dirigentes deportivos, estas fueron sus respectivas sanciones:
Dirigentes deportivos
- Luciano Moggi (director general de la Juventus): 5 años suspendido.
- Antonio Giraudo (administrador delegado de la Juventus): 5 años suspendido.
- Leonardo Meani (delegado arbitral del AC Milan) : 2 años y tres meses suspendido.

- Andrea Della Valle (presidente de la Fiorentina): 1 año de suspensión.
- Sandro Mencucci (administrador delegado de la Fiorentina): 1 año y cinco meses de suspensión.
- Diego Della Valle (presidente honorario de la Fiorentina): 8 meses de suspensión.
- Adriano Galliani (vicepresidente del Milan): 5 meses de suspensión
- Claudio Lotito (presidente de SS Lazio): 4 meses de suspensión

Árbitros:
- Massimo De Santis: 4 años sin arbitrar.

Dirigentes de la FIGC:
- Franco Carraro (Presidente de la FIGC): multado con 80.000 euros.
- Innocenzo Mazzini (Vicepresidente de la FIGC) : 5 años suspendido.
- Pierluigi Pairetto (Designador Arbitral): 2 años y seis meses suspendido.
- Tuilio Lanese (Presidente de la Asociación de Árbitros): 1 año suspendido.